# Liste der Monuments historiques in Cempuis
Die Liste der Monuments historiques in Cempuis führt die Monuments historiques in der französischen Gemeinde Cempuis auf.

## Liste der Objekte
| Bezeichnung                                                       | Beschreibung                      | Standort                        | Kennzeichnung | Schutzstatus | Datum | Bild |
| ----------------------------------------------------------------- | --------------------------------- | ------------------------------- | ------------- | ------------ | ----- | ---- |
| Skulptur Der heilige Martin teilt seinen Mantel mit einem Bettler | Holz, bemalt, 16. Jahrhundert     | in der Kirche St-Nicolas (Lage) | PM60000455    | Classé       | 1960  |      |
| Glocke                                                            | Bronze, 1686                      | in der Kirche St-Nicolas (Lage) | PM60003179    | Classé       | 1913  |      |
| Glocke                                                            | Bronze, 1686                      | in der Kirche St-Nicolas (Lage) | PM60000454    | Classé       | 1913  |      |
| Glocke                                                            | Bronze, 1686                      | in der Kirche St-Nicolas (Lage) | PM60003180    | Classé       | 1913  |      |
| Zwei Gemälde auf Holz                                             | Erste Hälfte des 17. Jahrhunderts | in der Kirche St-Nicolas (Lage) | PM60004912    | Inscrit      | 2009  |      |